# Kostal
Kostal (officieel: Kostal-Gruppe) is een in 1912 opgericht Duits familiebedrijf die zich richt op de automobielindustrie. Daarnaast is zij producent van netgekoppelde omvormers en stand alones van off-gridsystemen.

## Bedrijfsonderdelen
Kostal bestaat uit de volgende onderdelen:
- KOSTAL Automobil Elektrik GmbH
- KOSTAL Kontakt Systeme GmbH
- KOSTAL Industrie Elektrik GmbH
- KOSTAL Solar Electric GmbH

Eind 2006 werd de dochteronderneming Kostal Solar Electric GmbH in Freiburg opgericht. Zie richt zich vooral op de productie en verkoop van omvormers onder het merk Piko (Photovoltaik Inverter Kostal).
- SOMA GmbH